# Rhantus calileguai
Rhantus calileguai är en skalbaggsart som beskrevs av Trémouilles 1984. Rhantus calileguai ingår i släktet Rhantus och familjen dykare. Inga underarter finns listade i Catalogue of Life.